# Glossofobi
Glossofobi er en fobi for at tale eller optræde offentligt. Navnet kommer af γλῶσσα eller glōssa, som er græsk for tunge.
Sceneskræk er ofte et symptom på glossofobi. Hos mange mennesker vil glossofobi optræde som deres eneste frygt, men i nogle tilfælde kan den være forbundet med andre sociale fobier og vanskeligheder.